# Léo Marjane
Léo Marjane  (Boulogne-sur-Mer, 27 augustus 1912 – Barbizon, 18 december 2016) was een Franse zangeres en actrice. Haar werkelijke naam was Thérèse Maria Léonie Gendebien. Haar artiestennaam Marjane was een samentrekking van 'Marie' en 'Jeanne'.
Ze had vooral succes in de jaren dertig en het begin van de jaren veertig. Haar grootste hit had ze met het door Jean Casanova en Rose Noël op muziek van Paul Durand geschreven Seule ce soir (1941). Na de oorlog moest ze zich voor een zuiveringscommissie verantwoorden omdat ze tijdens de bezetting voor de Duitsers had opgetreden. Hierna ging het met haar carrière bergafwaarts.
Marjane was ook als actrice actief. Ze speelde in Feu Nicolas (1943) van Jacques Houssin en Les deux gamines (1951) van Maurice de Canonge en had een rolletje als straatzangeres in Elena et les Hommes (1956) van Jean Renoir.
Marjane overleed op 104-jarige leeftijd aan een hartinfarct.
- Biblioteca Nacional de España: XX1532234
- Bibliothèque nationale de France: cb13897096c (data)
- Gemeinsame Normdatei: 135389992
- International Standard Name Identifier: 0000 0000 5766 2524
- Library of Congress Control Number: n96029573
- MusicBrainz: 3ea995ee-95dd-419c-8c84-dedb1362e54f
- Istituto Centrale per il Catalogo Unico: UFEV344251
- SNAC: w6mc9kn5
- Système universitaire de documentation: 077440994
- Virtual International Authority File: 61732523
- WorldCat: E39PBJtcDQV4g9dBK6dtDTxxDq